# Pronephrium beccarianum
Pronephrium beccarianum là một loài thực vật có mạch trong họ Thelypteridaceae. Loài này được (Ces.) Holttum miêu tả khoa học đầu tiên năm 1972.